# Grinnsjö domänreservat
Grinnsjö domänreservat är ett naturreservat  på Hunneberg i Västra Tunhems socken i Vänersborgs kommun. Reservatet är beläget söder om Bergsjön och Grinnsjön.

## Natur
Jordmånen uppe på berget är mestadels fattig, med undantag för de gamla odlingsmarkerna, där växtligheten är omfattande och rik. Orsaken till att växtligheten är mer omfattande på dessa ställen är att våra förfäders brukning av jorden och boskapens påverkan har bidragit till att jorden har berikats med näringsämnen som gynnar och i vissa fall också missgynnar växtligheten och ekosystemet.
Eftersom platsen är belägen i ett relativt skyddat område beläget på ett berg så har människan inte haft intrång på naturen med maskiner och större föroreningar. 
Eftersom området en gång i tiden har använts som odlingsmark och med årens gång åter vuxit igen till tät skog, så har man försökt att återställa landskapet till odlingslandskap. För att göra detta måste man sakta men säkert avverka skog och växtlighet. När träden försvinner försvinner också det största upptaget av näringsämnen ur marken, vilket gör att det lättare blir för mycket näring i närliggande vattendrag.
Området i naturreservatet består mestadels av låglänt odlingslandskap, tät skog, sjöar och våtmark. Skogen kring sjöarna domineras främst av gran, tall och björk som trivs i den näringsrika jorden från de forna odlingslandskapet. Kulturlandskapet i naturreservatet, som de öppna markerna, ängarna och betesmarkerna har tidigare varit täckta med skog, men har öppnats upp av människan. På dessa platser har mycket säregna arter fått tillfälle att i den näringsrika jorden kunna gro och sprida sig. De öppna markerna bidrar även till att solen får mer utrymme och markerna får därför större del med tillförsel av solenergi. Naturreservatet artrikedom och mångfald betraktas som mycket värdefull och säregen.
Sjöarna i naturreservatet är under häckningstiden ett häckningsområde för bland annat fåglar som kanadagåsen. Den näringsrika sjön bidrar till god tillförsel av näringsämnen mellan producenter och konsumenterna.